# 20286 Michta
A 20286 Michta (ideiglenes jelöléssel 1998 FT59) a Naprendszer kisbolygóövében található aszteroida. A LINEAR projekt keretében fedezték fel 1998. március 20-án.